# Hillsboro (Missouri)
Hillsboro és una població dels Estats Units a l'estat de Missouri. Segons l'estimació del 2008 tenia 2.062 habitants.

## Demografia
Segons el cens del 2000, Hillsboro tenia 1.675 habitants, 581 habitatges, i 395 famílies. La densitat de població era de 270,6 habitants per km².
Dels 581 habitatges en un 35,1% hi vivien nens de menys de 18 anys, en un 47,7% hi vivien parelles casades, en un 16,5% dones solteres, i en un 32% no eren unitats familiars. En el 26,2% dels habitatges hi vivien persones soles el 8,3% de les quals corresponia a persones de 65 anys o més que vivien soles. El nombre mitjà de persones vivint en cada habitatge era de 2,6 i el nombre mitjà de persones que vivien en cada família era de 3,09.
Per edats la població es repartia de la següent manera: un 27,7% tenia menys de 18 anys, un 13,7% entre 18 i 24, un 30,8% entre 25 i 44, un 19,9% de 45 a 60 i un 7,9% 65 anys o més.
L'edat mediana era de 31 anys. Per cada 100 dones de 18 o més anys hi havia 106 homes.
La renda mediana per habitatge era de 36 $ i la renda mediana per família de 44 $. Els homes tenien una renda mediana de 30 $ mentre que les dones 24 $. La renda per capita de la població era de 15.585 $. Entorn del 9,7% de les famílies i el 14,3% de la població estaven per davall del llindar de pobresa.

## Poblacions més properes
El següent diagrama mostra les poblacions més properes.